# Peter Zimmer (Politiker, 1887)
Peter Zimmer (* 31. Dezember 1887 in Schiffweiler; † 12. Oktober 1970 in Saarbrücken) war ein deutscher Politiker der Sozialdemokratischen Partei des Saarlandes (SPS). Zimmer gehörte dem Landtag des Saarlandes von 1947 bis 1956 an und war dessen erster Präsident. In den Jahren 1949 bis 1956 war er außerdem Bürgermeister von Saarbrücken. 

## Leben
Peter Zimmer absolvierte nach dem Besuch der Volksschule eine Ausbildung zum Bergmann. Als 18-Jähriger wurde er auf der Grube Reden beschäftigt. 1909 wurde er Mitglied im Verband der Bergarbeiter Deutschlands („Alter Verband“) und in der Freisinnigen Volkspartei. 1916 trat er in die SPD ein. 
In der Zeit der Weimarer Republik war er von 1921 bis 1925 Jugend- und Arbeitssekretär des Bergarbeiterverbandes. Er und besuchte in dieser Zeit die Handelsschule und die „Akademie der Arbeit“ in Frankfurt am Main. 1925/1926 war er als Bibliothekar bei der Regierungskommission für das Saargebiet tätig und übernahm danach von 1926 bis 1933 den Posten als Chefredakteur der Gewerkschaftszeitung Die Bergbauindustrie in Bochum. In Bochum war er zudem Stadtverordneter und unbesoldeter Stadtrat.
Peter Zimmer wurde nach der Machtübernahme der Nationalsozialisten im April 1933 verhaftet und in Essen inhaftiert. Im August 1933 konnte er ins Saargebiet flüchten. 1933 bis 1935 engagierte er sich für den Status quo im Saargebiet und war von Oktober 1934 bis März 1935 Verwaltungsangestellter beim Abstimmungsgerichtshof. Nach der Saarabstimmung 1935 und seinem Ausscheiden aus der letzten Anstellung musste er sich mit verschiedenen Aushilfstätigkeiten behelfen. In den Jahren 1942 bis 1945 wurde er Geschäftsführer der „Betriebskrankenkasse Arnold Becker“. 1944 wurde er im Lager Neue Bremm inhaftiert.
Nach Ende des Zweiten Weltkrieges wurde er im September 1945 zum Direktor der Saarknappschaft ernannt und gehörte zu den Mitbegründern der Sozialdemokratischen Partei des Saarlandes (SPS). 1948 wurde er deren stellvertretender Vorsitzender.
Er wurde 1946 Mitarbeiter bei der Wiedergründung der Saarbrücker Zeitung. Zimmer gehörte 1947 der Verfassungskommission des Saarlandes und dem Landtag des Saarlandes von 1947 bis 1956 an und war dessen erster Präsident. In den Jahren 1949 bis 1956 war er außerdem Bürgermeister von Saarbrücken. Nach dem Referendum vom 23. Oktober 1955 zog er sich nacheinander von den öffentlichen Ämtern zurück.

## Ehrung
Im Saarbrücker Stadtteil Eschberg wurde nach ihm die Peter-Zimmer-Straße benannt.